# Fatela
Fatela es una freguesia portuguesa del concelho de Fundão, en el distrito de Castelo Branco, con 11,27 km² de superficie y 564 habitantes (2011). Su densidad de población es de 50 hab/km² .
Fatela perteneció al concelho de Sortelha hasta que este fue suprimido en 1855. Por Ley 80/1989, de 29 de agosto, parte del territorio de la freguesia se segregó para constituir la nueva freguesia de Enxames.